# NGC 7497
NGC 7497 é uma galáxia espiral barrada (SBc) localizada na direcção da constelação de Pegasus. Possui uma declinação de +18° 10' 39" e uma ascensão recta de 23 horas, 09 minutos e 03,5 segundos.
A galáxia NGC 7497 foi descoberta em 15 de Outubro de 1784 por William Herschel.